# Москалевка (Ярмолинецкий район)
Москалевка (укр. Москалівка) — село в Ярмолинецком районе Хмельницкой области Украины.
Население по переписи 2001 года составляло 626 человек. Почтовый индекс — 32110. Телефонный код — 3853. Занимает площадь 2,088 км². Код КОАТУУ — 6825884401.

## Местный совет
32110, Хмельницкая обл., Ярмолинецкий р-н, с. Москалевка

## Известные люди
- Бойко Петр Леонидович (1970—2015) — сержант Вооруженных сил Украины, участник русско-украинской войны.
- Середюк Олег Александрович (1972—2015) — солдат Вооруженных сил Украины, участник русско-украинской войны.